# Az eltévedt golyó 2.
Az eltévedt golyó 2. (eredeti cím: Balle perdue 2) 2022-ben bemutatott francia film, melyet Guillaume Pierret írt és rendezett, a 2020-as Az eltévedt golyó folytatásaként. A főszerepben ismét Alban Lenoir és Nicolas Duvauchelle látható. 
A filmet a Netflix hozta forgalomba.

## Cselekmény
Az első részben történtek után Lino egy kórházban ébred. Julia elmondja neki, hogy nincs komoly baja, és mindenki Areskit keresi, de ő egyelőre nem került elő. Lino követni kezdi Areski családját, és egyik este talál is egy nyomot, amin talán elindulhat. Julia le akarja őt koptatni, ezért Lino rendőr lesz, így már szabályos eszközökkel nyomozhat Areski után. 
Lino jól végzi a dolgát, új felszerelést is készített a kocsiknak, amivel nagy előrelépést lehet elérni. De kap egy telefonhívást, ami megváltoztatja az életét. Kiderül, hogy Marco-t a rendőrök tartják fogva, be akarják venni a tanúvédelmi programba, cserébe Marco hasznos információkkal fog szolgálni. Lino ezt nem nézi jó szemmel, szerinte Marco elvetemült gyilkos, akinek börtönben a helye. 
Lino elmenekül Marcóval, legyőzi a szembejövő akadályokat és átjut a határon. Spanyolországban már probléma nélkül letartóztatják Marco-t. Marco kétszer is megszúrja Lino-t, de ekkor megjelenik Julia. Harcba száll Marco-val és közelharcot követően lelövi a férfit. Lino feltápászkodik a földről, magához veszi a fegyvert, és arcon lövi Marco-t.

## Szereplők
| Szerep   | Színész             | Magyar hang     |
| -------- | ------------------- | --------------- |
| Lino     | Alban Lenoir        | Király Attila   |
| Julia    | Stéfi Celma         | Szilágyi Csenge |
| Moss     | Pascale Arbillot    | Spilák Klára    |
| Marco    | Sébastien Lalanne   | Rába Roland     |
| Alvaro   | Diego Martín        | Kárpáti Levente |
| Yann     | Jérôme Niel         | Suhajda Dániel  |
| Victoria | Khalissa Houicha    | Farkas Fanni    |
| Yuri     | Quentin d'Hainaut   | Ódor Kristóf    |
| Stella   | Anne Serra          | Pap Katalin     |
| Bruno    | Thibaut Evrard      | Varga Rókus     |
| Areski   | Nicolas Duvauchelle | Dolmány Attila  |